# Eduard Lucas
Karl Friedrich Eduard Lucas  (nacido el 19 de julio de 1816 en Erfurt; fallecido el 24 de julio de 1882 en Reutlingen) fue un pomólogo alemán del siglo XIX.

## Vida y familia

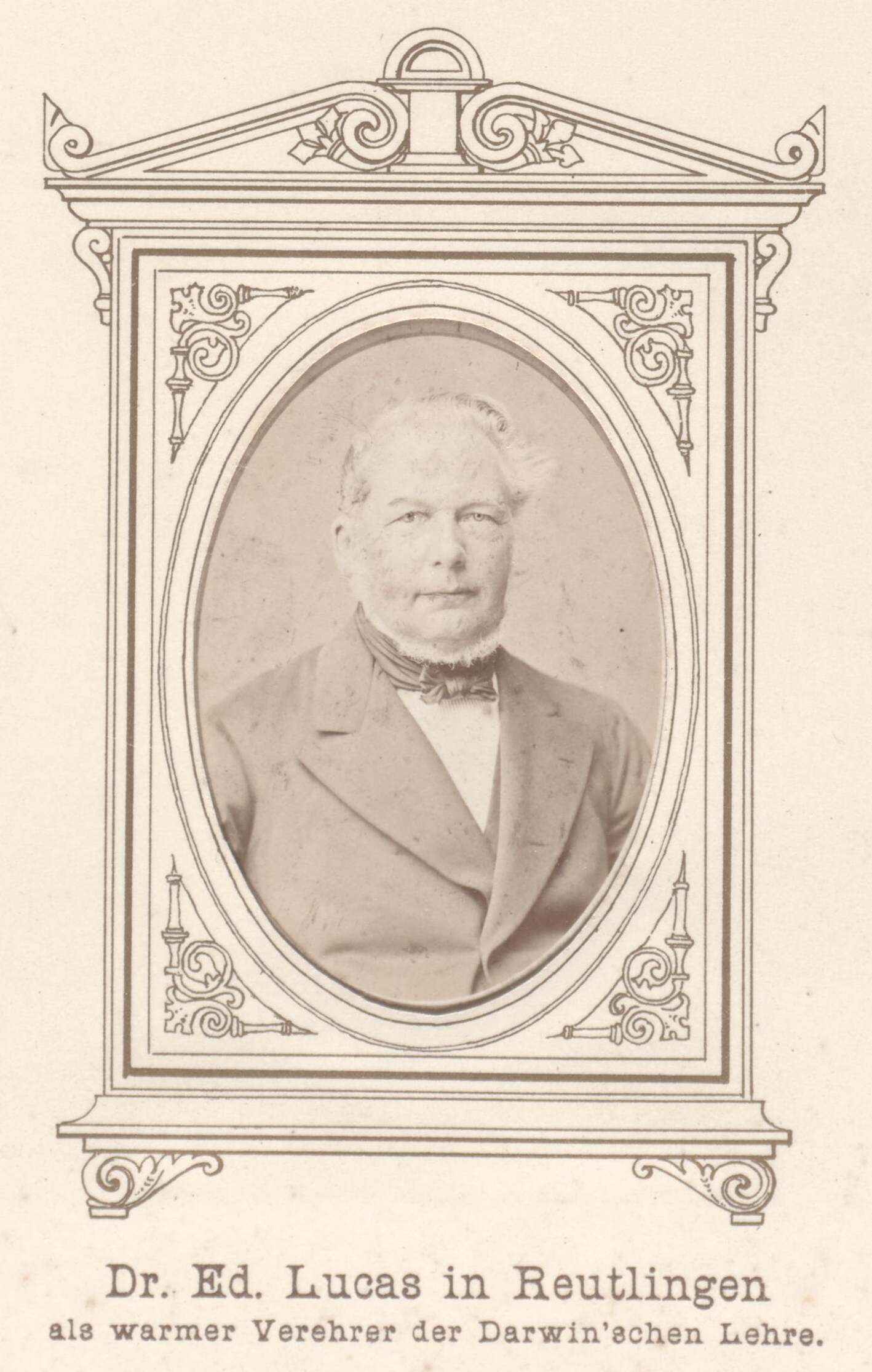
Karl Friedrich Eduard Lucas, 1876

Lucas nació el 19 de julio de 1816, hijo del médico de Erfurt Carl Friedrich Lucas y su esposa Charlotte Maximiliane Josepha Borberg. Ambos padres murieron en 1826, dejando a Lucas huérfano a la edad de 10 años. Después de la muerte de sus padres, Lucas vivió en la casa de su tío, el farmacéutico Christian Lucas, propietario de la "Mohrenapotheke" en Erfurt. Ya estaba interesado en la jardinería y la botánica cuando era adolescente y visitaba regularmente el centro de jardinería de Erfurt de Friedrich Adolph Haage jun. A la edad de 15 años interrumpió sus estudios en la escuela primaria de Erfurt y se dedicó a la jardinería, el interés de su vida.
El 9 de noviembre de 1841, Eduard Lucas se casó con Walburga Rueff (1821-1903) en Ratisbona, la hija mayor de Joseph Rueff (1791-1840), capitán y maestro pirotécnico de Múnich, a quien había conocido mientras trabajaba en el Jardín Botánico de Múnich. El 30 de octubre de 1842 nació el primer hijo, Friedrich, quien más tarde continuó la escuela de horticultura, fruticultura y pomología fundada por su padre en Reutlingen. La pareja tuvo tres hijos más, las hijas Luise, Julie y Agnes.
En la primavera de 1882, Eduard Lucas enfermó de Peliosis reumática y viajó a una cura en el "Kurhotel Kainzenbad" cerca de Partenkirchen en junio, que tuvo que interrumpir después de cinco semanas debido al mayor deterioro de su salud. Er starb am 24. Juli 1882 im Alter von 66 Jahren in Reutlingen. Murió el 24 de julio de 1882 a la edad de 66 años en Reutlingen.  Su tumba está en el cementerio "Unter den Linden" en Reutlingen.

## Carrera hortícola

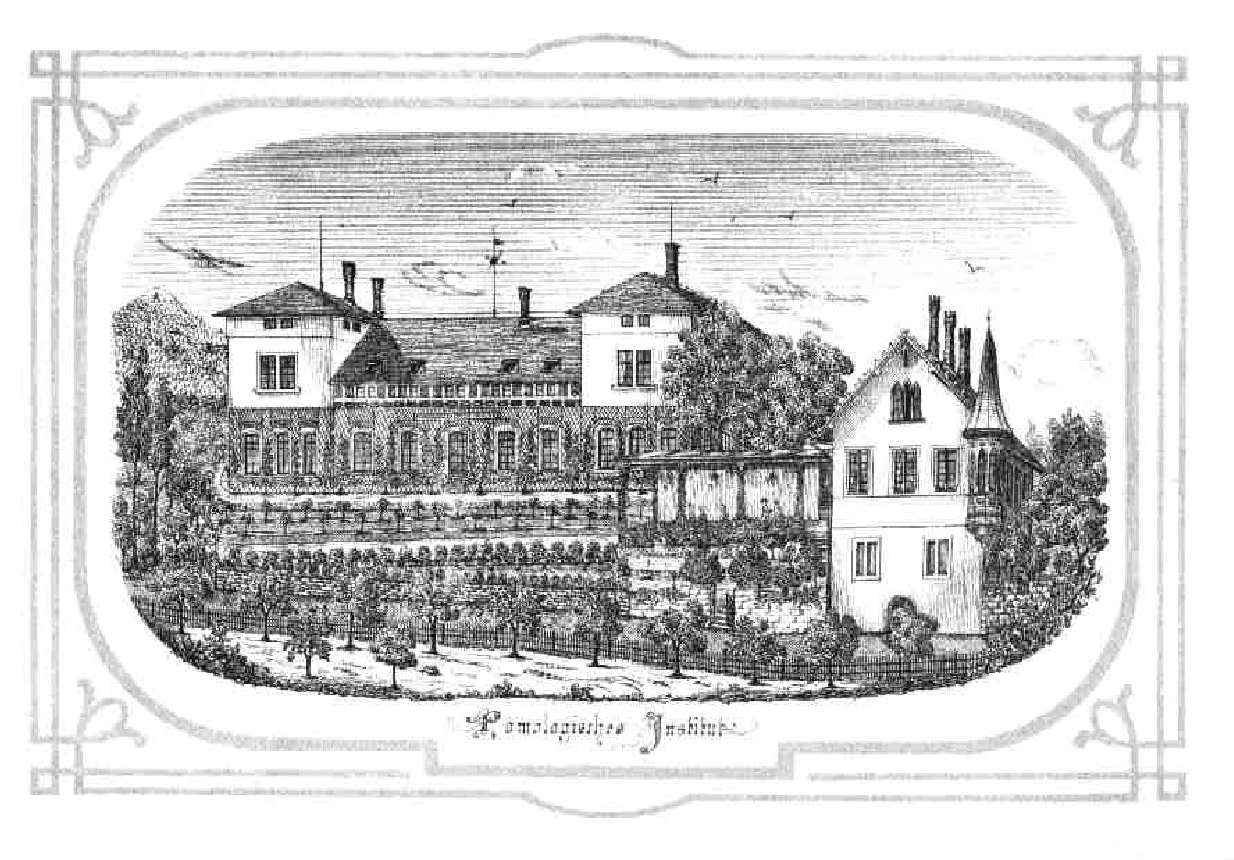
Edificio principal del Instituto Pomológico y hogar de la familia Lucas

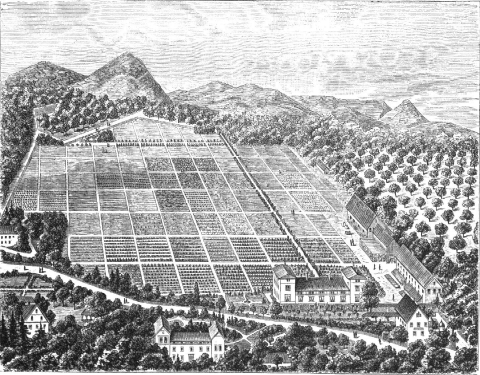
Instituto pomológico con vivero de árboles, huerto, arboreto y huerto de bayas

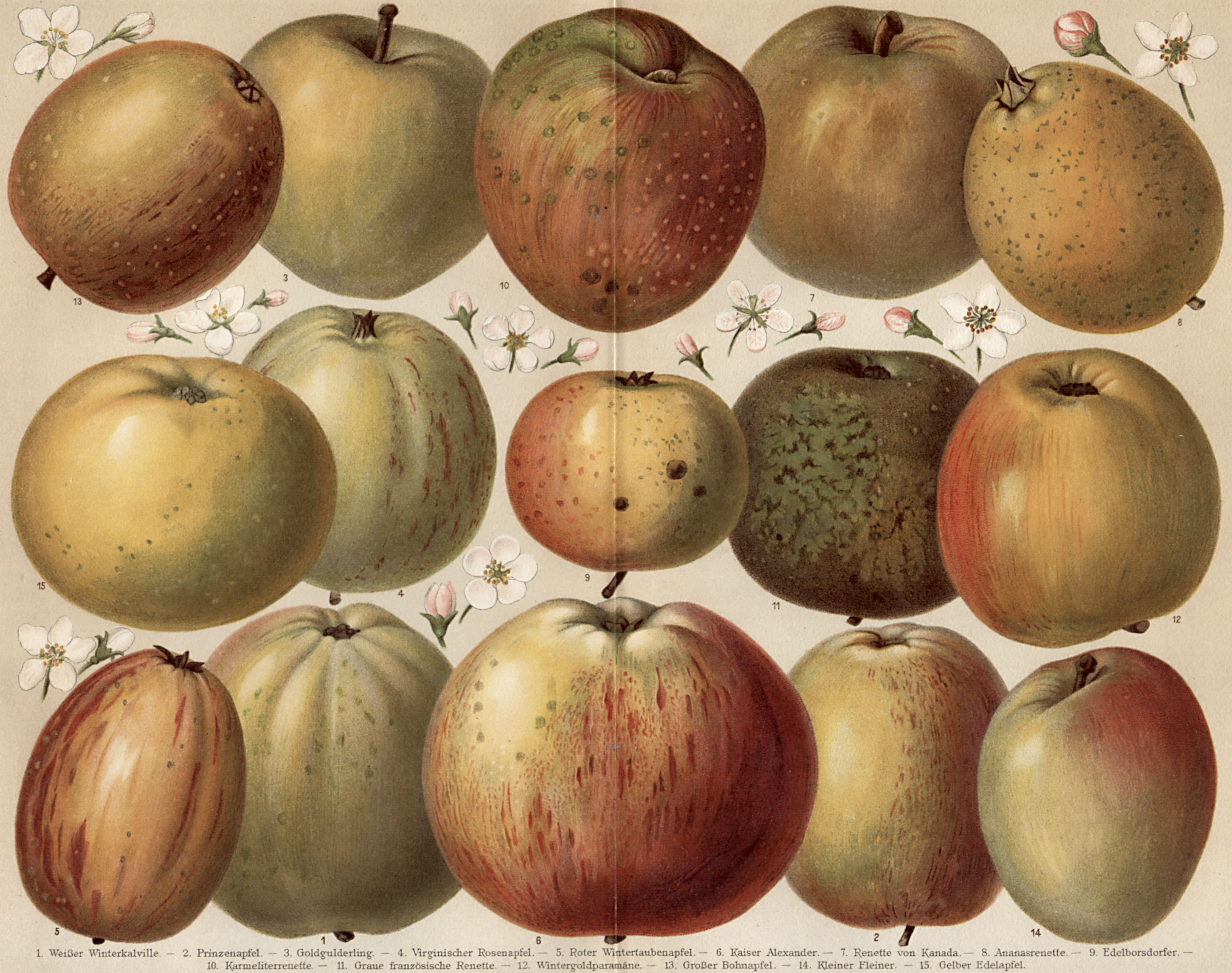
Variedades de manzana según el sistema pomológico de Diel-Lucas

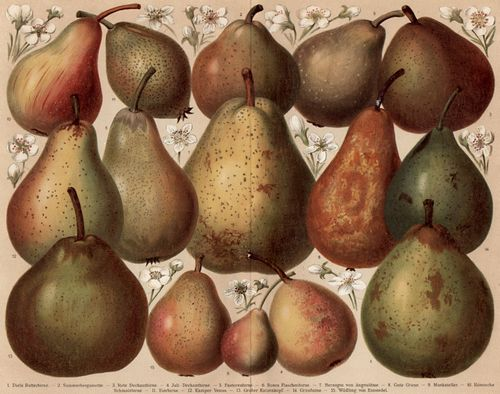
Variedades de pera según el sistema pomológico de Eduard Lucas

Por mediación de Friedrich Haage, en abril de 1831 comenzó un aprendizaje de tres años con el jardinero de la corte Eduard Richter en el "Luisium" en Dessau. Aquí se ocupó principalmente del cultivo de flores y verduras y también se ocupó de un invernadero con plantas exóticas y un invernadero de vino, pero por lo demás aprendió poco sobre el cultivo de frutas durante su formación.
Después de completar su formación, primero tomó un trabajo como asistente de jardinero en la empresa de jardinería comercial "A. Bergemann" en Frankfurt (Oder), pero después de solo tres meses se mudó al jardín botánico de la Universidad de Greifswald. Aquí trabajó hasta septiembre de 1835 con el jardinero Johann Gottfried Langguth y el director Profesor Dr. Christian Friedrich Hornschuch, que era amigo de su tío. Participó en conferencias botánicas y excursiones.
En septiembre de 1835 regresó a su ciudad natal de Erfurt y trabajó como ayudante de jardinero en la empresa de horticultura de Friedrich Adolph Haage Jr., que era una de las huertas alemanas más importantes de la época. El vivero estaba particularmente especializado en plantas ornamentales y mantenía una extensa colección de cactus, para que Lucas pudiera adquirir experiencia con su cultivo aquí. En el otoño de 1836, Haage lo envió a los Alpes de Salzburgo para recolectar plantas y semillas para un jardín de rocas dispuesto en el vivero. Durante el viaje de siete semanas, visitó varios viveros, jardines y jardines botánicos en Erlangen, Regensburg y Múnich. En Múnich conoció al director del Jardín Botánico von Martius. El relato del viaje con una descripción de los jardines visitados en el «Berliner Allgemeine Gartenzeitung» en 1837 es la primera publicación de Luca.
El jardinero jefe del Jardín Botánico de Múnich, Seitz, proporcionó a Lucas un puesto de asistente, que asumió el 1 de abril de 1838. Supervisó el "Kleiner Garten", que incluía algunos invernaderos, una casa de cactus y un huerto. A través de sus prudentes métodos de cultivo, Lucas logró restaurar los cultivos de cactus y palmeras que le habían sido confiados, lo que atrajo la atención de los profesores de botánica von Martius y Zuccarini. Esto le permitió participar en conferencias botánicas y excursiones en la Universidad de Múnich debido a la confianza que había ganado. 
Lucas realizó experimentos de cultivo de horticultura en los que agregó polvo de carbón a la tierra para macetas. Observó que las plantas así cultivadas se caracterizaban por su especial vigor. Gracias a la mediación del químico A. Buchner, pudo publicar los resultados en una revista farmacéutica. Esta publicación llamó la atención de Justus von Liebig, quien luego incluyó el texto en su conocido trabajo «Die organische Chemie in ihrer Anwendung auf Agricultur und Physiologie».
En 1841, von Martius dispuso que se convirtiera en el director del jardín botánico de Ratisbona. Junto al jardín botánico estaba el orfanato de Ratisbona, cuyo director Wendelin Geiger, un sacerdote católico, le dio a Lucas sus primeros conocimientos sobre fruticultura y pomología. En 1843 se convirtió en jardinero de instituto en la recién fundada escuela de horticultura del "Instituto Modelo de Enseñanza Agrícola, Experimental" en Hohenheim. Además de cuidar el vivero de árboles frutales y los cultivos de frutas en el jardín botánico-económico y la revista de semillas, sus funciones también incluían la enseñanza del cultivo de árboles frutales, el cultivo de hortalizas, el cultivo de plantas ornamentales y la botánica. Si bien estaba familiarizado con los temas del cultivo de plantas ornamentales y la botánica a través de su formación y experiencia profesional previa, tuvo que familiarizarse intensamente con este tema en preparación para las conferencias y demostraciones en el campo del cultivo de frutas.
En 1859/60 fundó una escuela privada de horticultura, fruticultura y pomología en Reutlingen. Lucas fue el director gerente de la Asociación Alemana de Pomología, que él mismo fundó, y junto con Oberdieck, fue el editor de la revista "Pomology Monthly". Desarrolló una rica actividad literaria en el campo de la fruticultura.
Mejoró y amplió el sistema Dielsche desarrollado por Adrian Diel para categorizar e identificar variedades de manzanas, por lo que también se conoce como el sistema Diel-Lucas. También desarrolló un sistema pomológico para peras y ciruelas.

## Honores durante su vida
En 1853, el rey Guillermo I de Wurtemberg otorgó a Lucas el título de "Inspector de Jardín Real" y en 1858 la "Medalla de Oro al Mérito Civil" del Reino de Württemberg. En 1866, la "KK Landwirtschaftsgesellschaft" de Viena le otorgó la "Medalla de la Gran Sociedad de Plata" por sus servicios al cultivo de frutas y la pomología.
El 15 de julio de 1866, la Facultad de Ciencias de la Universidad le otorgó un doctorado honoris causa por sus servicios en la enseñanza del fitomejoramiento y la promoción de la fruticultura con motivo de su 50 cumpleaños. Fue el primer jardinero en recibir un doctorado honoris causa.
Además, Lucas recibió el certificado de maestría de la Universidad de Ciencias y Arte de Frankfurt en la Casa de Goethe. 

## Honores póstumos
En el primer aniversario de la muerte de Lucas, Eugen Ulmer, ex editor de Lucas, pidió que se erigiera un monumento en su tumba y pidió donaciones en varias revistas especializadas, incluidas "Pomologische Monatshefte"  y "Garten-Zeitung". und der Garten-Zeitung El llamamiento fue firmado por numerosos fruticultores, viveristas y pomólogos. El memorial se inauguró el 6 de abril de 1885 con gran simpatía y aún hoy se encuentra en el cementerio de Reutlingen.
En la antigua casa de la familia Lucas en Friedrich-Ebert-Strasse en Reutlingen hay una placa conmemorativa en memoria de Eduard Lucas y su hijo Friedrich Lucas. Una piedra conmemorativa de Eduard Lucas se encuentra frente al edificio del antiguo Instituto Pomology en el Parque Pomology de hoy.
En Reutlingen hay un sendero denominado "Eduard-Lucas-Weg", que conduce directamente al edificio principal del antiguo Instituto Pomológico a través de escalones de piedra. En el período previo al Gruga Park Reich Garden Show de 1938, la antigua Wolfgangstrasse en Essen pasó a llamarse Eduard-Lucas-Strasse en 1937 en honor a Eduard Lucas. En su ciudad natal de Erfurt, una calle del distrito de Marbach también lleva su nombre.
Su vida y obra también fueron honradas en su ciudad natal de Erfurt. Una calle del distrito de Marbach lleva su nombre desde 2017.

## Tipos de frutas

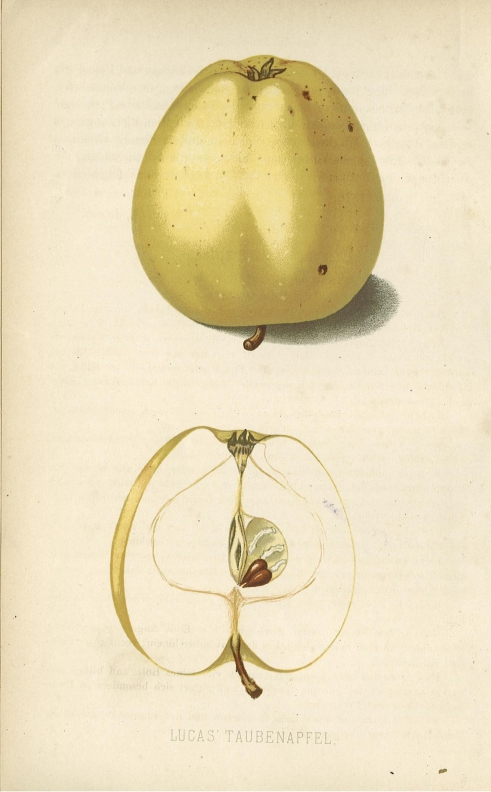
Lucas Taubenapfel, ilustración de los Boletines Mensuales Pomológicos, 1877

Se nombraron varios tipos de frutas en honor a Eduard Lucas, algunas de las cuales fueron descritas por primera vez por él:
- Lucas gestreifter Rosenapfel[22]
- Lucas Königspflaume[23]
- Lucas Taubenapfel[24]
- Dr. Lucas’ Pfirsich[25]
- Dr. Lucas Birne[26]
- Lucas Frühtraube[27]
- Lucas Borsdorfer[28]

## Medalla Eduard Lucas
La Medalla Eduard Lucas lleva el nombre de Eduard Lucas y es otorgada por la “Asociación para la Conservación y Promoción de las Variedades de Frutas Antiguas – Save the Champagne Bratbirne e. V.” se otorga a los premiados que han prestado servicios destacados a los huertos y la conservación de variedades en el espíritu de Eduard Lucas.  La medalla se otorgó por primera vez en 2007 con motivo del 125 aniversario de la muerte de Eduard Lucas y se ha otorgado anualmente desde entonces.
Hasta la fecha, la medalla ha sido otorgada a las siguientes personas:
- 2007 Eckardt Fritz, Bavendorf
- 2008 Beate Holderied, Porque en Schönbuch
- 2009 Manfred Walz, Darmsheim / Sindelfingen
- 2010 Franz Just, Reutlingen
- 2011 Konrad Hauser, Singen-Beuren
- 2012 Helmut Muller, Besigheim
- 2013 Rudolf Thaler, Bissingen an der Teck
- 2014 Agosto Kottmann, Bad Dietzenbach-Gosbach
- 2015 Thomas Bosch, Überlingen
- 2016 Hans Letulé, Geisingen
- 2017 Markus Zehnder, distrito de Zollernalb
- 2018 Familia Geng, Staufen
- 2019 Hermann Schreiweis
- 2020 Alejandro Ego, Biberach
- 2021 Ulrich Schroefel, Reutlingen

## Como autor
- Die Lehre von der Obstbaumzucht auf einfache Gesetze zurückgeführt. Mit drei Tafeln Abbildungen. Metzler, Stuttgart 1844 
ab 2. Aufl. mit dem Untertitel: Ein Leitfaden für Vorträge über Obstcultur und zum Selbstunterricht / von Eduard Lucas und Friedrich Medicus (= Band 3 in der Bibliothek für Landwirthschaft und Gartenbau)
  - 2., sehr verb. u. erw. Aufl. 1862
  - 4., verm. Aufl. 1869 (Vereinsgabe des deutschen Pomologen-Vereins)
  - 5. Aufl. 1873 mit geändertem Haupttitel: Die Lehre vom Obstbau auf einfache Gesetze zurückgeführt
- Populäre Anleitung zum ländlichen Gartenbau als Mittel zu Erhöhung des Wohlstandes und zur Landesverschönerung / im Auftrag der Königl. württembergischen Centralstelle für die Landwirthschaft bearbeitet. Metzler, Stuttgart 1849
- Bericht über die landwirthschaftliche Producten-Ausstellung in Canstatt in Spätsommer 1850 / Erstattet an die K. württembergische Centralstelle für die Landwirtschaft von der für die Ausstellung bestellten Commission und verfaßt von Eduard Lucas. Müller, Stuttgart 1851
- Die Gemeindebaumschule. Eine gemeinfaßliche Dienstanweisung für Gemeindebaumschulwärter / im Auftrag der K. W. Centralstelle für die Landwirthschaft bearbeitet. Köhler, Stuttgart 1852 
Später unter dem Titel: Die Kreis- oder Bezirks-Baumschule
- Ueber die Mängel und Hindernisse des Obstbau’s und über die Mittel zu deren Abhülfe mit besonderer Berücksichtigung der rauheren Gegenden Württembergs / im Auftrag der Königl. Centralstelle für die Landwirthschaft bearbeitet. Köhler, Stuttgart 1853
  - 2., verm. Aufl. 1854
- Die Kernobstsorten Württembergs. Eine systematische Uebersicht derselben, mit kurzer Beschreibung und mit Bemerkungen über ihre verschiedenen Benennungen, ihre Verbreitung und über ihre Verwendungsarten / im Auftrag der K. Centralstelle für die Landwirthschaft bearbeitet. Köhler, Stuttgart 1854
- Die Obstbenutzung, eine gemeinfaßliche Anleitung zur wirthschaftlichen Verwendung unserer wichtigeren Obstsorten / im Auftrag der Königlichen Centralstelle für die Landwirthschaft. Aue (Köhler), Stuttgart 1856
- Beiträge zur Hebung der Obstcultur / von Oberdieck und Ed. Lucas. Mit der lithographirten Abbildung eines pomologischen Gartens. Aue, Stuttgart 1857
- Die Lehre vom Baumschnitt für die deutschen Gärten bearbeitet. Mit 6 lithographirten Tafeln und 91 Holzschnitten. Dorn, Ravensburg 1867
  - 7., umgearb. u. verm. Aufl. / von Friedrich Lucas. Ulmer, Stuttgart 1899
- Die Beschädigung unserer Obstbäume durch Schneedruck, die nothwendigen Hülfsmittel und die möglichen Vorbeugungsmittel. Vortrag, gehalten im Gewerbe-Verein in Reutlingen am 17. November 1868, Ulmer, Ravensburg 1868
- Der Cider oder Obstwein. Kurze Zusammenstellung der verschiedenen Bereitungsarten und Rathschläge zu einer rationellen Darstellung und Behandlung desselben, Ulmer, Ravensburg 1869
- Vollständiges Handbuch der Obstcultur, Ulmer, Ravensburg [ab 1871: Stuttgart]
  - [1. Aufl.] 1869
Neuauflage unter dem Titel: Lucas’ Anleitung zum Obstbau
  - 32. Aufl. 2002 / von Fritz Winter. Überarb. von einem Autorenkollektiv. Hrsg. Hermann Link, ISBN 3-8001-5545-1
- Die wichtigsten Veredlungsarten. Theoretisch praktische Anleitung zur Veredlung unserer Obstbäume. Als erläuternder Text zu der „Wandtafel der Veredlungsarten“. Ulmer, Ravensburg 1871
- Die Erziehung der jungen Obstbäume und die wichtigsten künstlichen Baumformen. Erläuternder Text zu der betreffenden Wandtafel. Ulmer, Stuttgart 1875
- Einleitung in das Studium der Pomologie für angehende Pomologen, Freunde und Förderer der Obstkunde und Obstzucht, Ulmen, Stuttgart 1877 (=Bibliothek für wissenschaftliche Gartencultur; 2)
- Aus meinem Leben. Eine Autobiographie, Metzger, Ravensburg 1882 (Mit Portrait)
Nachdruck Ulmer, Stuttgart 2005, ISBN 3-8001-4943-5

## Como editor
- Revista de la Asociación Alemana de Pomología ed. junto con Johann Georg Conrad Oberdieck :
- Revista mensual de pomología y fruticultura práctica, 1855–1864
- Revistas mensuales ilustradas de huerta y viticultura, 1865-1874
- Boletines mensuales pomológicos, 1875-1905

Illustrirtes Handbuch der Obstkunde / con la participación de varios ed. por Friedrich Jahn, Eduard Lucas y Johann Georg Conrad Oberdieck. 8 *volúmenes en varias entregas con volúmenes complementarios, Ebner & Seubert, Stuttgart / [del volumen 4:] Dorn, Ravensburg 1859-1883
- - Vol. 1 (1859), Manzanas
  - Vol. 2 (1860), Peras
  - Vol. 3 (1861), Fruta de hueso
  - Vol. 4 (1865), Manzanas
  - Vol. 5 (1866), Peras
  - Vol. 6 (1870), Fruta de hueso
  - Vol. 7 (1874)
- suplemento vol. [1] (1868), adiciones y correcciones al volumen I y IV de la Ilustr. Handbuch der Obstkunde, que contiene descripciones de manzanas / por Johann Georg Conrad
- 2ª edición editada por Eduard Lucas y Johann Georg Conrad Oberdieck con la colaboración de varios pomólogos. 8 volúmenes y volúmenes complementarios, Ulmer, Stuttgart 1875 –
  - Vol. 1 (1875), Apple No. 1-262
  - Vol. 2 (1875), Peras No. 1-263
  - Vol. 3 (1875), Fruta de hueso. cerezas no. 1-109. ciruelas no. 1-117
  - Vol. 4, (1875), Apple No. 263-541
  - Vol. 5, (1875), Peras No. 264-530
  - Vol. 6, (1875), Fruta de hueso :
  - Vol. 7, (1875), Cerezas No. 203-232. ciruelas no. 218-280. fruta blanda. peras no. 531-625
  - Vol. 8, (1875), Apple No. 542-689. peras no. 626-670. registro general
- vol.suplementario (1879): Peras No. 671-762. / editar por JGC Oberdieck
- suplemento vol. 1 (1883), el primer suplemento de Lauche a Illustrirtes Handbuch der Obstkunde / ed. de Lucas y Oberdieck. en nombre de la *Asociación Alemana de Pomología. Editado por Wilhelm Lauche. Parey, Berlín 1883
- Ilustraciones de especies frutales de Württemberg / publicado por Eduard Lucas en nombre de la Oficina Central Real de Agricultura de Württemberg. Ebner & Seubert Stuttgart / [de la placa 2:] Ulmer, Ravensburg 1858
- [Primera sección] (1858): Una colección de excelentes variedades de manzanas y peras seleccionadas en la exposición patriótica de frutas y uvas de Cannstatt de 1857. Con 50 ilustraciones a color en doce láminas.
- Segunda Sección (1861): Una colección de excelentes frutas con hueso: cerezas, ciruelas, albaricoques y melocotones. Con 24 ilustraciones a color en seis láminas.